# Verbandsgemeinde Alsenz-Obermoschel
Die Verbandsgemeinde Alsenz-Obermoschel war eine Gebietskörperschaft im Donnersbergkreis in Rheinland-Pfalz. Der Verbandsgemeinde gehörten die Kleinstadt Obermoschel sowie 15 weitere Ortsgemeinden an, der Verwaltungssitz war in Alsenz. Zum 1. Januar 2020 wurde die Verbandsgemeinde mit der Verbandsgemeinde Rockenhausen zur Verbandsgemeinde Nordpfälzer Land fusioniert.

## Geographie

### Lage
Das Verwaltungsgebiet der Verbandsgemeinde liegt im Nordpfälzer Bergland und wird durch die von Süd nach Nord fließende Alsenz entwässert, einen rechten Nebenfluss der Nahe.

### Verbandsangehörige Gemeinden
| Ortsgemeinde, Stadt                 | Fläche (km²) |
| ----------------------------------- | ------------ |
| Alsenz                              | 12,88        |
| Finkenbach-Gersweiler               | 7,73         |
| Gaugrehweiler                       | 9,92         |
| Kalkofen                            | 1,83         |
| Mannweiler-Cölln                    | 4,90         |
| Münsterappel                        | 6,33         |
| Niederhausen an der Appel           | 5,46         |
| Niedermoschel                       | 6,62         |
| Oberhausen an der Appel             | 3,34         |
| Obermoschel, Stadt                  | 10,15        |
| Oberndorf                           | 2,80         |
| Schiersfeld                         | 7,07         |
| Sitters                             | 2,63         |
| Unkenbach                           | 5,13         |
| Waldgrehweiler                      | 7,75         |
| Winterborn                          | 8,45         |
| Verbandsgemeinde Alsenz-Obermoschel | 102,98       |

## Geschichte
Die Verbandsgemeinde Alsenz-Obermoschel wurde neu gebildet im Rahmen der in den 1960er Jahren begonnenen rheinland-pfälzischen Funktional- und Gebietsreform auf der Grundlage des Dreizehnten Landesgesetzes über die Verwaltungsvereinfachung im Lande Rheinland-Pfalz vom 1. März 1972, in Kraft getreten am 22. April 1972.
Zuvor galten im damaligen Regierungsbezirk Pfalz im Wesentlichen die aus der bayerischen Pfalz (1816–1946) stammenden Verwaltungsstrukturen.
Zum 1. Januar 2020 wurde Alsenz-Obermoschel mit Verbandsgemeinde Rockenhausen zur Verbandsgemeinde Nordpfälzer Land fusioniert.

## Bevölkerungsentwicklung
Die Entwicklung der Einwohnerzahl bezogen auf das Gebiet der Verbandsgemeinde Alsenz-Obermoschel; die Werte von 1871 bis 1987 beruhen auf Volkszählungen:
| Jahr | Einwohner |
| 1815 | 6.526     |
| 1835 | 8.873     |
| 1871 | 8.765     |
| 1905 | 9.502     |
| 1939 | 7.986     |
| 1950 | 8.543     |

| Jahr | Einwohner |
| 1961 | 8.528     |
| 1970 | 8.342     |
| 1987 | 7.132     |
| 1997 | 7.522     |
| 2005 | 7.350     |
| 2019 | 6.595     |

## Politik

### Verbandsgemeinderat
Aufgrund der zum 1. Januar 2020 anstehenden Fusion der Verbandsgemeinden Alsenz-Obermoschel und Rockenhausen wurde bei der Kommunalwahl am 26. Mai 2019 bereits in Neustruktur gewählt (siehe: Ergebnis). Die Amtszeit der bisherigen Verbandsgemeinderäte wurde per Landesgesetz bis zum 31. Dezember 2019 verlängert. Die damit für das gesamte Kalenderjahr 2019 noch gültige Sitzverteilung im bisherigen Verbandsgemeinderat seit der Kommunalwahl vom 25. Mai 2014:
| Wahl | SPD | CDU | GRÜNE | FDP | FL | WGR 1 | WGR 2 | Gesamt   |
| ---- | --- | --- | ----- | --- | -- | ----- | ----- | -------- |
| 2014 | 9   | 6   | 1     | 1   | 3  | 2     | –     | 22 Sitze |
| 2009 | 10  | 6   | 1     | 2   | –  | 2     | 1     | 22 Sitze |
| 2004 | 9   | 7   | 1     | 2   | –  | 2     | 1     | 22 Sitze |
| 1999 | 10  | 6   | 1     | 1   | –  | 2     | 2     | 22 Sitze |

- FL = Freie Liste
- WGR = verschiedene von Einzelpersonen initiierte Listen (Wählergruppen)

### Bürgermeister
- 2001–2016: Arno Mohr[5]
- 2017: Beauftragter Horst Fiscus[6]
- 2018–2019: Beauftragte Tanja Gaß[6]

## Verkehr

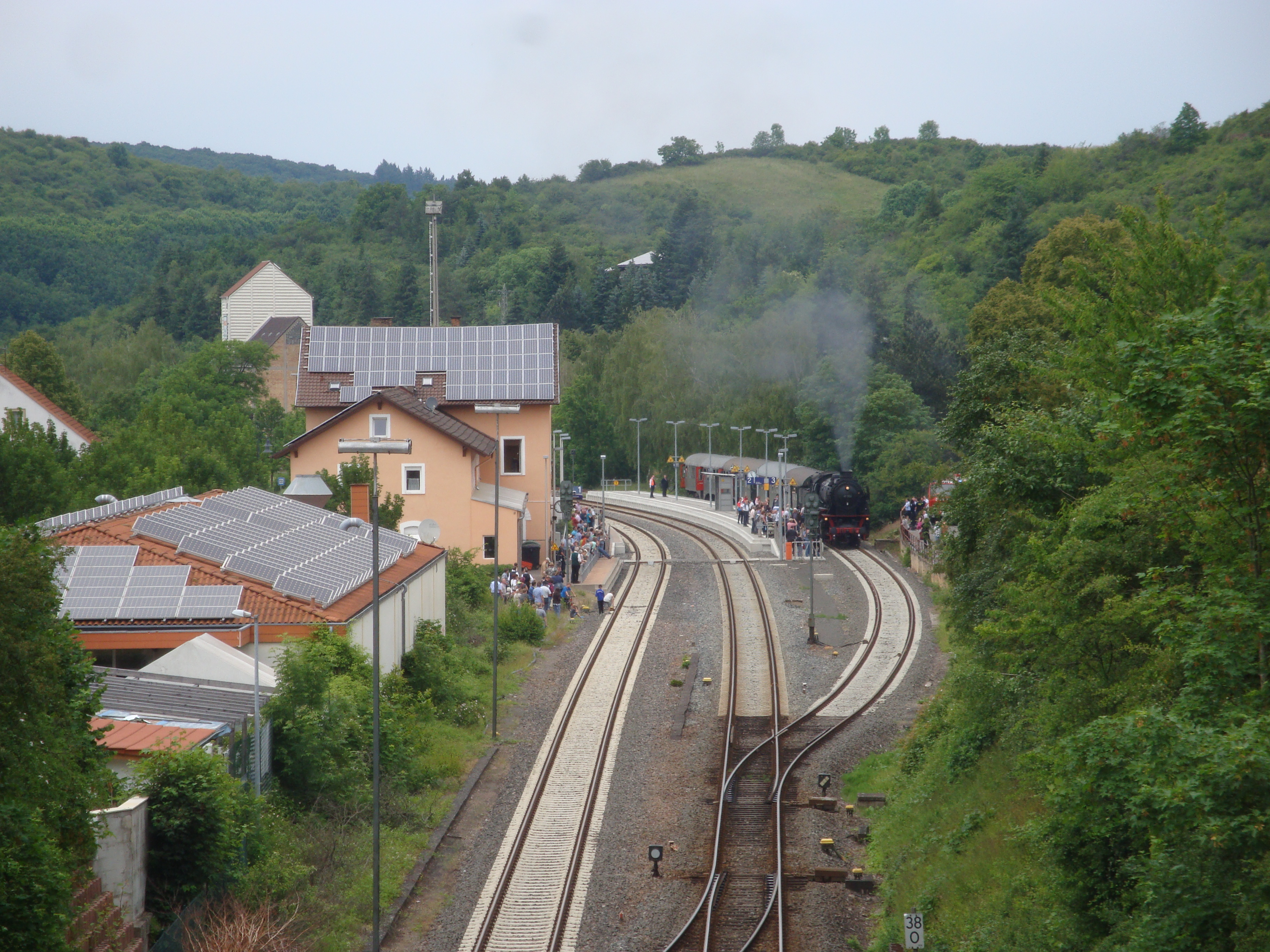
Bahnhof Alsenz

Durch das Gebiet der Verbandsgemeinde führen von Südwest nach Nordost die B 420 (Kusel–Oppenheim) und von Süd nach Nord die B 48 (Rockenhausen–Bad Kreuznach). Sie kreuzen sich nördlich von Alsenz, wo sie 3 km weit auf derselben Strecke verlaufen. Nächstgelegene Autobahn ist im Nordosten die A 61 mit ihrem Abschnitt Bingen–Alzey. An die A 61 ist die B 420 direkt, die B 48 über die B 41 angebunden.
Einziger Bahnhof innerhalb der Verbandsgemeinde ist der Bahnhof Alsenz an der Alsenztalbahn.